# Renzo Soldani
Renzo Soldani (Cireglio, 2 maggio 1925 – Prato, 2 gennaio 2013) è stato un ciclista su strada italiano.
Professionista dal 1949 al 1957, conta la vittoria di un Giro di Lombardia e un Giro del Piemonte.

## Carriera
Soprannominato "il Conte di Cireglio", tra i dilettanti fu attivo con l'U.C. Pistoiese e la S.C. Catena, vincendo nel 1948 il Giro del Piemonte aperto anche agli indipendenti. Professionista dal 1949 con la maglia della Legnano, si confermò già al primo anno facendo suoi la Coppa Placci e il Gran Premio Ponte Valleceppi, e arrivando secondo al Giro dell'Appennino e nella tappa di Sanremo al Giro d'Italia.
Nel 1950 si impose di nuovo al Giro dell'Appennino, cui aggiunse la vittoria di tre tappe al Giro di Puglia e Lucania, del Giro dell'Umbria e soprattutto del Giro di Lombardia, in cui batté allo sprint Fausto Coppi interrompendone la striscia di quattro successi consecutivi. Negli anni successivi, nonostante il cospicuo ingaggio ottenuto alla Legnano, ottenne solo due vittorie, nel 1951 alla Sassari-Cagliari, precedendo in volata Gino Bartali, e nella Firenze-Roma; sempre nel 1951 fu quarto al Giro di Lombardia.
Dal 1953 gareggiò con Benotto, Doniselli, Bottecchia e Welter. Si ritirò dall'attività agonistica nel 1957.

## Palmarès
- 1948 (dilettanti)

Giro del Piemonte
- 1949 (Legnano, tre vittorie)

Coppa Placci
Coppa Barbaricina
Gran Premio Ponte Valleceppi
- 1950 (Legnano, nove vittorie)

Classifica generale Corsa dei Due Mari
Gran Premio Calzatura - Porto Civitanova
Gran Premio Altopascio
Giro dell'Appennino
4ª tappa Giro di Puglia e Lucania (Lecce > Matera)
5ª tappa Giro di Puglia e Lucania (Matera > Foggia)
6ª tappa Giro di Puglia e Lucania (San Severo > Barletta)
Giro dell'Umbria
Giro di Lombardia
- 1951 (Legnano, due vittorie)

Sassari-Cagliari
Firenze-Roma - Gran Premio Brooklyn

## Piazzamenti

### Grandi Giri
- Giro d'Italia

1949: 22º
1950: 32º
1951: ritirato
1952: 32º
1954: 27º

### Classiche monumento
- Milano-Sanremo

1949: 37º
1951: 27º
1952: 22º
1953: 18º
1955: 85º
- Parigi-Roubaix

1952: 24º
- Giro di Lombardia

1949: 20º
1950: vincitore
1951: 4º
1954: 28º

## Riconoscimenti
- Premio Grandi Ex dell'Associazione Nazionale Ex Corridori Ciclisti nel 2009